# Luis Doreste
Luis Doreste Blanco, né le 7 mars 1961 à Las Palmas de Gran Canaria, est un skipper espagnol.

## Biographie
Luis Doreste remporte aux Jeux olympiques d'été de 1984 à Los Angeles la médaille d'or en 470 avec Roberto Molina. Il participe aux Jeux olympiques d'été de 1992 à Barcelone ; il y prononce le serment olympique et remporte la médaille d'or dans la catégorie du Flying Dutchman avec Domingo Manrique.
Il est le frère du skipper José Luis Doreste.